# Eugène Piot
Pour les articles homonymes, voir Piot.
Eugène Piot, né le 11 novembre 1812 à Paris et mort le 17 janvier 1890 dans la même ville, est un critique d'art, journaliste, éditeur, collectionneur et photographe français. Il signait parfois ses comptes-rendus « Nemo ».

## Biographie

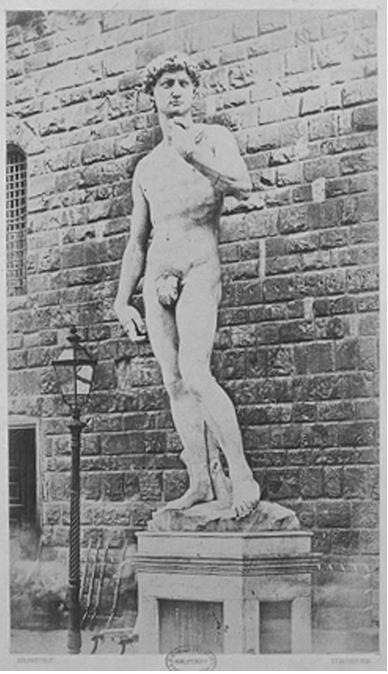
Le David de Michel-Ange photographié à Florence devant le Palazzo Vecchio par Eugène Piot en 1853 (fonds ENSBA).

Amateur, collectionneur d'art, publiciste et photographe dans l' « ère pionnière » de la photographie française.

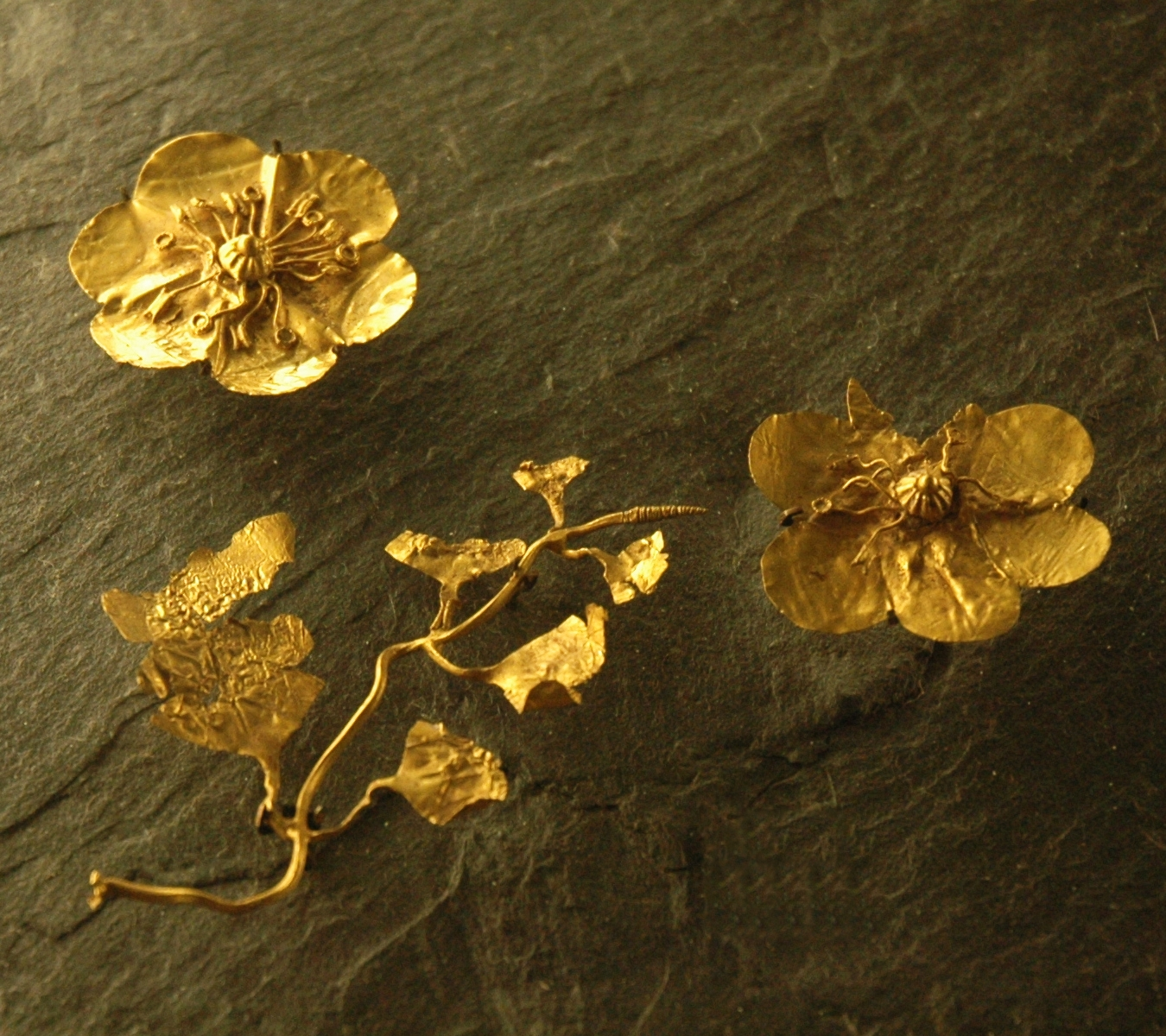
Fragments d'un diadème funéraire en or provenant de la Grèce (Paris, musée du Louvre, acq. 1890, collection Eugène Piot).

Titulaire du baccalauréat ès lettres, Eugène Piot s'installe entre 1835 et 1836 impasse du Doyenné à Paris, avec Théophile Gautier. Le « quartier du Doyenné », détruit depuis, se trouvait juste à côté du carrousel du Louvre ; il accueille la jeunesse de la Bohème romantique dès 1834, sous l'influence d'Arsène Houssaye, et nombreux vivent dans un vieil hôtel particulier de style Louis XIII, constituant une sorte de « phalanstère artistique ».
En 1838, Piot effectue un premier voyage en Italie. Il se passionne pour l'Antiquité et la Renaissance. Deux autres séjours importants en Italie suivent : pour le compte de la direction des Beaux-Arts en 1846-1847, puis pour le ministère de l'Intérieur en 1849. Il commence sa collection d'art en 1838 en Italie.
Dès 1840, en véritable pionnier, il voyage à travers l'Espagne en compagnie de Gautier, équipé d'un matériel de prise de vue daguerréotype conçu par les frères Susse, afin d'immortaliser les plus beaux monuments de la péninsule ibérique.
En 1840, Piot se lance dans le monde de la presse. Il commence par cofinancer Le Journal du peuple avec Godefroi Cavaignac, alors revenu de son exil à Londres, et s'inscrit ainsi dans le parti d'opposition à la monarchie de Juillet. En 1842, il fonde une revue illustrée intitulée Le Cabinet de l'amateur et de l'antiquaire. Revue des tableaux et des estampes anciennes, des objets d'art et de curiosité qui paraît sous cette forme jusqu'en 1846. Il est élu membre de la Société royale des antiquaires, puis de la Société de l'histoire de France.
En 1851, Piot devient membre de la Société héliographique et se lance dans la production d'une série d'albums photographiques, dont L'Italie monumentale (1851) est l'un des premiers du genre. Francis Wey, dans La Lumière, première revue de photographie, loue Piot comme photographe : « avec lui ainsi commence la série des livres, des voyages d’art illustrés par la photographie ». L'Italie monumentale reçoit la médaille de première classe lors de l'Exposition universelle de 1855.
En 1861, Piot relance Le Cabinet de l'amateur, puis en 1865, il est nommé correspondant de l'Institut archéologique de Rome.
Après avoir effectué des séjours d'étude en Grèce, il projette une Histoire de la gravure, qui ne vit pas le jour.
Entre 1868 à 1881, il effectue plusieurs voyages en Égypte. En 1885, sa candidature à l'Institut de France est refusée.
Son testament en date du 18 novembre 1889 mentionne un legs à l'Académie des Beaux-Arts afin qu'un prix portant son nom récompense annuellement un artiste.
Il meurt en 1890, léguant une partie de sa collection de gravures au cabinet des Estampes de la Bibliothèque nationale, ainsi que des objets d'art au musée du Louvre (dont la Madonne Piot). Il est salué par Maurice Tourneux et Charles Yriarte en tant que « précurseur ».
En 1894 commencent à paraître les Monuments et Mémoires édités par l'Académie des inscriptions et belles-lettres à qui il avait légué sa fortune, et qui lui vaut une reconnaissance posthume.

## Écrits
Outre le Cabinet de l'amateur dont il assure la rédaction, ainsi que de nombreux articles dans la Gazette des beaux-arts, la Gazette archéologique, etc., Eugène Piot a publié :
- D'une inscription grecque découverte dans une statue de bronze antique du musée du Louvre, Paris, impr. Schneider et Langrand, 1843.
- État civil de quelques artistes français. Extrait des registres des paroisses des anciennes archives de la Ville de Paris, publié avec une introduction par M. Eug. Piot, Paris, Librairie Pagnerre (publication du Cabinet de l'amateur et de l'antiquaire), 1873 (lire en ligne).
- Catalogue des objets d'art et de haute curiosité de la Renaissance et des temps modernes…, belles tapisseries Renaissance, livres sur les arts, médailles de la Renaissance, tableaux anciens et modernes, composant l'importante collection de M. Joseph Fau et dont la vente aura lieu les… 3, 4, 5, 6, 7 et 8 mars 1884…, Paris, Imprimerie de l'art, 1884.
- [posth.] Monuments et mémoires de la fondation Eugène-Piot, depuis 1894, numéros en ligne.

## Prix Eugène-Piot
M. Eugène Piot, par testament du 18 novembre 1889, a légué à l'Académie des Beaux-Arts une rente annuelle de deux mille francs, destinée à récompenser alternativement une production de peinture et de sculpture, représentant un enfant nu de huit à quinze mois. « J'ai remarqué, dit le testateur, que la représentation de ces enfants avait surtout donné à l'École florentine une grande partie de ses délicatesses, et qu'il était bon d'incliner nos artistes à représenter des enfants. ».

### Lauréats
Liste non-exhaustive des peintres (p) et sculpteurs (s) récompensés :
- 1893 (p) : Georges Jouve
- 1894 (s) : M. Carlier
- 1895 ( ) : - reporté pour insuffisance
- 1896 (sp): Paul Gasq et Charles Léon Godeby
- 1897 (p) : Pauline Delacroix-Garnier pour Heureuse mère
- 1898 (s) : Émile Laporte pour Jeune épave
- 1899 (p) : Angèle Delasalle pour Bébé dort
- 1900 (s) : Blanche Moria pour Un enfant nu
- 1901 (p) : Marguerite Delorme
- 1902 (s) : Georges-Émile Mühlenbeck pour Enfant au mirroir
- 1903 (p) : Jean Geoffroy pour La Goutte de lait
- 1904 (s) : Max Blondat pour Enfants et grenouilles
- 1905 (p) : Madeleine Carpentier pour Bébé joue
- 1906 (s) : Charles Louis Malric pour Bacchus enfant
- 1907 (p) : Gaston Édouard Guédy pour Maternité
- 1908 (s) : Paul Roussel pour Les Tous petits
- 1909 (p) : Édouard Rosset-Granger
- 1910 (s) : M. Meugin pour L'enfant au chat
- 1911 (p) : Hubert-Denis Etcheverry pour Les Jeunes Italiens à la fontaine
- 1912 (s) : Auguste Cornu pour Petite risette
- 1913 (p) : Michele Loffredo pour Soins maternels
- 1914 (s) : Léon Dufrène
- 1920 (s) : Alfred Benon
- 1921 (p) : Sébastien Laurent
- 1922 (s) : Ary Bitter
- 1923 (p) : Émilien Barthélemy
- 1924 (s) : M. Clerc
- 1925 (p) : Jacques Patissou (posthume)
- 1926 (s) : Lucienne Heuvelmans
- 1927 (p) : Jeanne Philippar-Quinet
- 1928 (s) : Raoul Verlet pour Dionysos enfant
- 1929 (p) : Eugène Narbonne
- 1930 (s) : M. Sausse
- 1931 (p) : Odette Pauvert
- 1932 (s) : Henri Lagriffoul pour Jeu de jeune faune
- 1933 (p) : Mlle Carpentier
- 1934 (s) : M. Privat
- 1935 (p) : Hélène Besnard-Giraudias
- 1936 (s) : M. Traverse
- 1937 (p) : Marcelle Rondenay
- 1938 (s) : Suzanne Réal
- 1940 (s) : M. Sylvestre
- 1941 (p) : Gabrielle Berrhagorry-Suair
- 1945 (p) : Roger Nivelt
- 1984 (p) : Paul Ambille